# 米爾敦站
米爾敦站（英語：Milltown）是一個位於愛爾蘭都柏林的都柏林轻轨站，在2004年通車，服務地區為米爾敦。都柏林公車路線44和61均能到達此站。

## 歷史
車站前身為哈考特街線的車站，由都柏林，威克洛和韦克斯福德鐵路建造，路線在1854年通車，米爾敦站在1860年成為增設車站。為了橫渡南邊的多德尔河，鐵路公司修建了一道石橋，名為九拱橋。隨著使用人次下降，鐵路站在1958年關閉，月台和車站建築物均被拆除。
都柏林轻轨規劃期間，當局決定採用車站原址作為轻轨米爾敦站，在2001年動工並於2004年通車。新車站風格與舊車站幾乎毫無相似之處，但石橋狀況良好，經過翻新後繼續投入服務。
2018年，車站月台由45米延長至55米，以迎合更長的列車和更多的乘客。